# Louis Michel Rieul Billon
Pour les articles homonymes, voir Billon.
Louis Michel Rieul Billon (ou Rieul-Michel Billon, dit l'horloger Billon), né à Senlis (Oise) le 7 septembre 1750 et mort dans cette même ville le 13 décembre 1789, est un horloger, membre de la compagnie des Chevaliers de l'Arquebuse (avant son intégration à la Garde nationale, en 1790) dont il aurait été exclu pour cause d'usure. 
Il est l'auteur de l'attentat de Senlis, en 1789, où il tira sur la Garde nationale, tuant le commandant parmi d'autres, lors du défilé de la bénédiction des drapeaux. Il décède lynché à la suite du déclenchement volontaire de l'explosion de sa maison, au cours de son arrestation, qui causa un grand nombre de victimes.
Ce meurtre de masse de 26 personnes (dont un, à la suite de ses blessures, parmi les 42 blessés), principalement des militaires, fut longtemps inégalé en tant qu'attentat-suicide, selon Marc Sageman (en).

« La volonté d’un anonyme de passer rapidement à la postérité, la violence de l’attentat, conduisant à un premier moment d’hébétude et d’incompréhension (« on n’entendait que des hurlements confus »), le mode opératoire (le guet-apens, le recours à l’explosif), l’épouvante et l’indignation des survivants, l’identité des victimes (la plupart ne sont pas impliquées dans l’événement qui a conduit Billon à se venger) et la réaction des autorités politiques (le secours public aux victimes de l’attentat), font de l’explosion de Senlis un marqueur dans l’histoire des attentats politiques. On y retrouve en effet tous les mécanismes qui distingueront les événements analysés par Karine Salomé pour le XIXe siècle. »

— Guillaume Mazeau 2012.